# 삼성중학교 (경남)
삼성중학교(三成中學校)는 대한민국 경상남도 양산시 북정동에 있는 공립 중학교이다.

## 학교 연혁
- 1997년 2월 28일 : 8학급 설립 인가
- 1997년 3월 1일 : 초대 임경선 교장 취임
- 1997년 3월 1일 : 개교
- 1997년 5월 18일 : 준공
- 1997년 5월 27일 : 학생급식소(342석, 100평) 개소
- 1998년 5월 16일 : 개교기념일
- 2000년 2월 11일 : 제1회 졸업식 (졸업생 228명)
- 2000년 11월 23일 : 시 지정 독서 시범학교 운영보고회
- 2001년 9월 24일 : 4층 증축
- 2008년 3월 1일 : 경상남도교육청 지정 학교교육력제고 자율시범학교 지정
- 2017년 2월 27일 : 도서관 이전
- 2022년 9월 1일 : 제16대 김지종 교장 취임
- 2023년 2월 10일 : 제24회 졸업식(졸업생수 84명, 총 졸업생수 5,124명)
- 2023년 2월 28일 : 11(2)학급 인가
- 2023년 3월 2일 : 제27회 입학식(3학급 입학생수 86명)

## 참고 자료
- 삼성중학교 - 한국교육학술정보원 학교알리미